# Episodi di Kyōkai no Rinne

Rokumon, Sakura Mamiya e Rinne Rokudo nella prima sigla dell'anime

Questa è la lista degli episodi della serie televisiva anime Kyōkai no Rinne, prodotta da Brain's Base per la regia generale di Seiki Sugawara come adattamento dell'omonimo manga di Rumiko Takahashi. La serie è trasmessa su NHK-E dal 4 aprile 2015. In Italia i diritti della prima stagione sono stati acquistati da Dynit, che ha trasmesso gli episodi sottotitolati in italiano su VVVVID in simulcast.

## Lista episodi

### Prima stagione
La prima stagione viene trasmessa dal 4 aprile al 19 settembre del 2015. In Italia, la serie è stata trasmessa con i sottotitoli italiani su VVVVID in simulcast.

Le sigle di apertura e chiusura sono rispettivamente Ōkaranman (桜花爛漫?) dei KEYTALK e Tokinowa (トキノワ?) dei Passepied per i primi 13 episodi. Dall'episodio 14, le sigle cambiano e diventano rispettivamente Ura no ura (裏の裏) dei Passepied e Futatsu no sekai (ふたつの世界) dei Quruli.
| Nº | Titolo italiano Giapponese 「Kanji」 - Rōmaji | In onda           | In onda           |
| Nº | Titolo italiano Giapponese 「Kanji」 - Rōmaji | Giapponese        | Italiano          |
| 1  | Un misterioso compagno di classe 「謎のクラスメート」 - Nazo no kurasumēto | 4 aprile 2015     | 8 aprile 2015     |
| 1  | Capitoli del manga: 1-2-3 Vol.1 Sakura Mamiya, una liceale, ha la singolare capacità di vedere i fantasmi, dopo che da piccola, perdendosi vide la Ruota della reincarnazione e una donna anziana chiamata Tamako, che non vuol essere chiamata "signora". Nella sua classe, il nuovo studente Rinne Rokudo risulta assente per gli altri, ma lei lo vede mentre tenta di placare lo spirito di un cane fantasma. Una delle amiche di Sakura, Miho riceve spesso una chiamata da un numero non esistente che le dà appuntamento dietro la palestra. Rinne inserisce a scuola una capannina per le offerte in cui si mette a disposizione per risolvere problemi di spiriti (si scopre che il ragazzo è poverissimo, tanto da usare una tuta delle medie per le attività sportive). Sakura scopre quindi che Rinne è uno shinigami, e che indossando il suo Haori dell'altro mondo diviene spettrale (quindi invisibile ai comuni mortali) e capace di volare; con la collaborazione della ragazza, Rinne scopre che il fantasma che tormentava Miho, era un vecchio amico del Prof. Suzuki che continuava a chiamarlo sul numero, che però nel frattempo era passato ad altre persone. Placato lo spirito, accade un altro inconveniente, lo spirito del cane si fonde a quello di un fantasma che seguiva sempre Sakura, e finisce per trasformarsi, Rinne così acquista un "Kasha" a 500 yen ed elimina il rimpianto dello spirito. |                   |                   |
| 2  | Il ricordo della ruota rossa 「赤い輪の記憶」 - Akai wa no kioku | 11 aprile 2015    | 15 aprile 2015    |
| 2  | Capitoli del manga: 4-5 Vol.1 Tutti gli studenti del liceo di Sakura, vedono in sogno una donna dal volto scheletrico che li esorta a mettere delle offerte nel capanno di Rinne. Quando Sakura va a chiedere spiegazioni a Rinne, credendolo il responsabile visto il guadagno che ne ricava, si scopre che è stata sua nonna Tamako, la shinigami con l'aspetto esteriore di una giovane donna, che aveva aiutato Sakura da piccola a riprendere la via di casa. Non vedendo apprezzato l'aiuto per Rinne, sua nonna si porta via le offerte, così il ragazzo la segue, e Sakura si attacca all'Haori di Rinne entrando in un luogo non adatto ai vivi, in cui ella ricorda di essere già stata. L'Haori si strappa e Sakura finisce in un mercatino dell'altro mondo, in cui viene adescata da uno strano coniglio (che si scoprirà essere un Damashigami) che l'accompagna ad un ingresso che infine la porterà alla ruota della reincarnazione. Rinne si precipita a salvarla ed infine sconfigge il Damashigami con alcuni bizzarri strumenti dell'aldilà. Sakura finalmente ricorda tutto; da piccola fu attirata in quel luogo da un Damashigami, ma venne salvata da Tamako che però le fece mangiare del cibo dell'altro mondo, donandole involontariamente il potere di vedere gli spiriti. |                   |                   |
| 3  | Il mistero dell'edificio dei club 「クラブ棟の怪」 - Kurabu tō no kai | 18 aprile 2015    | 22 aprile 2015    |
| 3  | Capitoli del manga: 6-7 Vol.1 Rinne svela a Sakura la sua natura di metà umano e metà shinigami; sua nonna 50 anni prima giunta a mietere l'anima di un essere umano morente che si sarebbe reincarnato in uno sgombro, rimase intenerita dall'uomo, e così scorciando qualche legge gli allungò la vita di 50 anni, per viverci insieme, quell'uomo è il nonno di Rinne con cui esso è vissuto fino alla sua morte, motivo per cui adesso è così povero. Sakura si prende cura di un gattino, questi in realtà è un "Gatto a contratto" dell'altro mondo, ossia dei gatti che supportano gli shinigami nel loro lavoro, e vorrebbe diventare il gatto a contratto di Rinne. Inizialmente Rokudo non vuole saperne, ma dopo che un topo ha mangiato del cibo per spiriti maligni portato da Rokumon, divenendo gigante, decide di accettarlo come assistente. |                   |                   |
| 4  | Partiamo come amici 「友だちからで良ければ」 - Tomodachi kara de yokereba | 25 aprile 2015    | 29 aprile 2015    |
| 4  | Capitoli del manga: 19-20-21 Vol. 3 Mentre Rinne e Sakura tentano di far trasmigrare uno spirito, interviene uno strano ragazzo che tenta, invanamente, di purificare lo spirito con delle ceneri sacre. Si scopre che egli è Tsubasa Jumonji, figlio di un esorcista ed ex compagno di scuola di Sakura da bambino, di cui si è innamorato quando scoprì che anch'essa poteva vedere gli spiriti. Rinne ormai cotto di Sakura, rimane turbato dall'arrivo di Tsubasa non coinvolgendo più l'amica nel suo lavoro. Per poter purificare lo spirito di un ragazzo innamorato di Miho, Rinne convince quest'ultima ad uscirci insieme una sola volta, si crea così un'uscita a 6, in cui Tsubasa ne approfitta per invitare Sakura, e Rinne invece viene con Rika per controllare lo spirito. Alla fine lo spirito riesce a trasmigrare, ed i sentimenti di Rinne verso Sakura (che ha vinto per lei un peluche a forma di delfino) appaiono chiari. |                   |                   |
| 5  | Hanako dei bagni 「トイレの花子さん」 - Toire no Hanako-san | 2 maggio 2015     | 6 maggio 2015     |
| 5  | Capitoli del manga: 22-23-24 Vol. 3 Uno spirito infesta la scuola superiore frequentata da Sakura; mentre Rinne tenta di esorcizzarlo si scopre che si tratta di Hanako dei bagni che cerca una rivincita contro Tsubasa (che cinque anni prima aveva tentato di esorcizzarla con le sue sfere di cenere magica). Hanako si è alleata con un potente spirito maligno, non sapendo che questo vuole in realtà assorbirla per diventare sempre più potente. Rinne dovrà impegnarsi per sconfiggere lo spirito maligno (su cui pende una taglia di 100 000 yen) e far trasmigrare Hanako. |                   |                   |
| 6  | La voce dell'altarino 「祠（ほこら）の声」 - Hokora no koe | 9 maggio 2015     | 13 maggio 2015    |
| 6  | Capitoli del manga: 63-64 Vol. 7, in parte originale |                   |                   |
| 7  | Il destino nato nella conigliera 「ウサギ小屋の因縁」 - Usagi koya no in'nen | 16 maggio 2015    | 20 maggio 2015    |
| 7  | Capitoli del manga: 13-14-15 Vol. 2 |                   |                   |
| 8  | Benvenuto all'inferno! 「ようこそ地獄へ！」 - Yōkoso jigoku e! | 23 maggio 2015    | 27 maggio 2015    |
| 8  | Capitoli del manga: 16-17-18 Vol. 2 |                   |                   |
| 9  | Il rammarico della parrucca e la seduzione della zucca 「カツラの無念とカボチャの誘惑」 - Katsura no munen to Kabocha no yūwaku | 30 maggio 2015    | 3 giugno 2015     |
| 9  | Capitoli del manga: 25-26 Vol. 3 e 86 Vol. 9 |                   |                   |
| 10 | Dei dell'inganno S.p.A. 「堕魔死神（だましがみ）カンパニー」 - Damashigami kanpanī | 6 giugno 2015     | 10 giugno 2015    |
| 10 | Capitoli del manga: 29-30-31-32 Vol. 4 |                   |                   |
| 11 | Cerimonia d'insediamento del giovane presidente?! 「若社長就任式！？」 - Waka shachō shūnin-shiki! ? | 13 giugno 2015    | 17 giugno 2015    |
| 11 | Capitoli del manga: 32-33-34-35 Vol. 4 |                   |                   |
| 12 | Ageha la dea della morte 「死神・鳳（あげは）」 - Shinigami Ageha | 20 giugno 2015    | 24 giugno 2015    |
| 12 | Capitoli del manga: 36-37-38 Vol. 4 |                   |                   |
| 13 | Pesante 「くどい」 - Kudoi | 27 giugno 2015    | 1º luglio 2015    |
| 13 | Capitoli del manga: 38 Vol. 4 e 39-40 Vol. 5, in parte originale |                   |                   |
| 14 | Non è un appuntamento! 「デートではない！」 - Dēto de wa nai! | 4 luglio 2015     | 8 luglio 2015     |
| 14 | Capitoli del manga: 105-106 Vol. 11 e 109 Vol. 12, in parte originale |                   |                   |
| 15 | Un semplice ringraziamento 「あくまでお礼」 - Akumade orei | 11 luglio 2015    | 15 luglio 2015    |
| 15 | Capitoli del manga: 41-42 Vol. 5 |                   |                   |
| 16 | I ricordi del cipresso maledetto 「おばけ杉の思い出」 - Obake sugi no omoide | 18 luglio 2015    | 22 luglio 2015    |
| 16 | Capitoli del manga: 47-48 Vol. 5 |                   |                   |
| 17 | La maledizione della power stone 「パワーストーンの呪い」 - Pawāsutōn no noroi | 25 luglio 2015    | 29 luglio 2015    |
| 17 | Capitoli del manga: 49-50-51 Vol. 6 |                   |                   |
| 18 | Kain il Dio del necrologio 「記死神（しるしがみ） 架印」 - Shirushigami Kain | 1º agosto 2015    | 5 agosto 2015     |
| 18 | Capitoli del manga: 54-55-56 Vol. 6 |                   |                   |
| 19 | Dentro la cassa 「箱の中」 - Hako no naka | 8 agosto 2015     | 12 agosto 2015    |
| 19 | Capitoli del manga: 57-58 Vol. 6 |                   |                   |
| 20 | La casa senza spiriti 「霊の来ない家」 - Rei no konai ie | 15 agosto 2015    | 19 agosto 2015    |
| 20 | Capitoli del manga: 65-66 Vol. 7 |                   |                   |
| 21 | La tragedia di M 「Ｍの悲劇」 - M no higeki | 22 agosto 2015    | 26 agosto 2015    |
| 21 | Capitoli del manga: 123-124 Vol. 13 |                   |                   |
| 22 | Merry Christmas nella casa abbandonata 「廃屋のメリークリスマス」 - Haioku no merīkurisumasu | 29 agosto 2015    | 2 settembre 2015  |
| 22 | Capitoli del manga: 75 Vol. 8 e 127 Vol. 13 |                   |                   |
| 23 | Esorcismo sulla volpe 「狐（きつね）おとし」 - Kitsune otoshi | 5 settembre 2015  | 9 settembre 2015  |
| 23 | Capitoli del manga:132-133 Vol. 14 |                   |                   |
| 24 | Ramen Kaedama 「ラーメンかえ魂」 - Rāmen Kaedama | 12 settembre 2015 | 16 settembre 2015 |
| 24 | Capitoli del manga: 84-85 Vol. 9 |                   |                   |
| 25 | Il bersaglio è Sakura 「ターゲットは桜」 - Tāgetto wa sakura | 19 settembre 2015 | 23 settembre 2015 |
| 25 | Capitoli del manga: 99-100-101 Vol. 11 |                   |                   |

### Seconda stagione
La seconda stagione fu confermata sul blog di NHK il 14 settembre 2015, che annunciava l'arrivo di ulteriori 25 episodi a partire dalla primavera del 2016.
Per la nuova stagione, la sigla d'apertura è Melody di Pile, mentre quella di chiusurà è Hanashi o shiyou (話をしよう?) dei GLIM SPANKY.
| Nº | Titolo italiano Giapponese 「Kanji」 - Rōmaji | In onda           | In onda  |
| Nº | Titolo italiano Giapponese 「Kanji」 - Rōmaji | Giapponese        | Italiano |
| 26 | Il gatto nero Oboro 「黒猫 朧（おぼろ）」 - Kuro neko Oboro | 9 aprile 2016     | -        |
| 26 | Capitoli del manga: 87-88 Vol. 9 e 89-90 Vol. 10 |                   |          |
| 27 | Il campo da tennis tanto sognato/Dentro una scatola delle lettere 「夢のコート/文箱の中」 - Yume no kōto/Fumibako no naka                                                                                 | 16 aprile 2016    | -        |
| 27 | Capitoli del manga: 96 Vol. 10 e 82-83 Vol. 9 |                   |          |
| 28 | La quota sociale scomparsa 「消えた会費」 - Kieta kaihi | 23 aprile 2016    | -        |
| 28 | Capitoli del manga: 94-95 Vol. 10 |                   |          |
| 29 | Una canzone d'amore 「愛の歌」 - Ai no uta | 30 aprile 2016    | -        |
| 29 | Capitoli del manga: 52-53 Vol. 6 |                   |          |
| 30 | Scavare tra i ricordi/Mi presti dei soldi?/Il demone in campeggio 「思い出発掘/お金貸して？/キャンプ場の悪魔」 - Omoide hakkutsu/Okane kashite?/Kyanpujō no akuma                                         | 7 maggio 2016     | -        |
| 30 | Capitoli del manga: 175 Vol. 18, 119 Vol. 13 e 158 Vol. 16 |                   |          |
| 31 | Il tirocinio con homestay 「ホームステイ実習」 - Hōmusutei jisshū | 14 maggio 2016    | -        |
| 31 | Capitoli del manga: 69-70-71 Vol. 8 |                   |          |
| 32 | La responsabilità del tutore 「監督責任」 - Kantoku seki'nin | 21 maggio 2016    | -        |
| 32 | Capitoli del manga: 72-73-74 Vol. 8 |                   |          |
| 33 | La bambola di paglia per maledizioni 「呪いのワラ人形」 - Noroi no wara ningyo | 28 maggio 2016    | -        |
| 33 | Capitoli del manga: 115-116 Vol. 12 |                   |          |
| 34 | Se dici falce, dici Mikadzukido 「鎌の事なら三日月堂」 - Kama no kotonara mikadzukidō | 4 giugno 2016     | -        |
| 34 | Capitoli del manga: 120-121-122 Vol. 13 |                   |          |
| 35 | Il gatto nero del sesto dan 「黒猫六段」 - Kuro neko roku-dan | 11 giugno 2016    | -        |
| 35 | Capitoli del manga: 103-104 Vol. 11 e 130 Vol. 14 |                   |          |
| 36 | Una misteriosa festa estiva 「夏祭りの怪」 - Natsu matsuri no kai | 18 giugno 2016    | -        |
| 36 | Capitoli del manga: 59-60 Vol. 7 e 153 Vol. 16 |                   |          |
| 37 | Un gommone fantasma / Un'insolita galleria / Benvenuti al Lido Nirvana 「幽霊ゴムボート/トンネルに何かいる/涅槃家（ねはんや）へようこそ！」 - Yūrei gomubōto/ Ton'neru ni nani ka iru/ Nehan-ka e yōkoso! | 25 giugno 2016    | -        |
| 37 | Capitoli del manga: 61 Vol. 7, 199 Vol. 21 e 247 Vol. 25 |                   |          |
| 38 | La misteriosa studentessa venuta da un'altra scuola 「謎の転校生」 - Nazo no tenkōsei | 2 luglio 2016     | -        |
| 38 | Capitoli del manga: 134-135-136-137 Vol. 14 |                   |          |
| 39 | La vendetta di Renge 「れんげの復讐（ふくしゅう）」 - Renge no fukushū | 9 luglio 2016     | -        |
| 39 | Capitoli del manga: 138-139-140 Vol. 14-15 |                   |          |
| 40 | La recovery cream / La voce / A caccia di funghi 「リカバリークリーム/噂（うわさ）/キノコ狩り」 - Rikabarīkurīmu / Uwasa / Kinoko kari                                                                    | 16 luglio 2016    | -        |
| 40 | Capitoli del manga: 149 Vol. 16, 169 Vol. 18 e 268 Vol.27 |                   |          |
| 41 | Il set della rottura 「破局セット」 - Hakyoku setto | 23 luglio 2016    | -        |
| 41 | Capitoli del manga: 142-143-144 Vol. 15 |                   |          |
| 42 | La riunione della scuola elementare per Shinigami 「死神小学校同窓会」 - Shinigami shōgakkō dōsōkai | 30 luglio 2016    | -        |
| 42 | Capitoli del manga: 185-186-187 Vol. 19 |                   |          |
| 43 | Gli esami per i dan del gatto nero 「黒猫段位テスト」 - Kuroneko dan'i tesuto | 6 agosto 2016     | -        |
| 43 | Capitoli del manga: 110-111-112 Vol. 12 |                   |          |
| 44 | MVC 「ＭＶＣ」 - MVC | 13 agosto 2016    | -        |
| 44 | Capitoli del manga: 113-114 Vol. 12 |                   |          |
| 45 | Il magistrato e il nabe / Tipo A per demoni, tipo B per shinigami 「鍋と奉行/悪魔Ａ型 死神Ｂ型」 - Nabe to bugyō / Akuma A-gata shinigami B-gata                                                          | 20 agosto 2016    | -        |
| 45 | Capitoli del manga: 171 Vol. 18 e 181 Vol. 19 |                   |          |
| 46 | Sollevati, sciarpa / Ti aspetto alla pista di pattinaggio 「マフラー、あげます/リンクで待ってる」 - Mafurā, agemasu / Rinku de matteru                                                                    | 27 agosto 2016    | -        |
| 46 | Capitoli del manga: 77-78 Vol. 8 e 80 Vol.9 |                   |          |
| 47 | Com'eri a quel tempo 「あの頃（ころ）のまま…」 - Ano koro no mama... | 3 settembre 2016  | -        |
| 47 | Capitoli del manga: 146-148 Vol. 15 |                   |          |
| 48 | Sakura la shinigami?! 「死神 桜！？」 - Shinigami Sakura!? | 10 settembre 2016 | -        |
| 48 | Capitoli del manga: 234-236 Vol. 24 |                   |          |
| 49 | Di nuovo Matsugo?! 「沫悟（まつご） 再び！？」 - Matsugo Futatabi!? | 17 settembre 2016 | -        |
| 49 | Capitoli del manga: 191-192 Vol. 20 |                   |          |
| 50 | La scommessa di Sakura 「桜の賭け」 - Sakura no kake | 24 settembre 2016 | -        |
| 50 | Capitoli del manga: 193-195 Vol. 20 |                   |          |

### Terza stagione
La terza stagione fu confermata su Weekly Shōnen Sunday a settembre 2016 ed ha avuto inizio l'8 aprile 2017.
| Nº | Titolo italiano Giapponese 「Kanji」 - Rōmaji | In onda           | In onda  |
| Nº | Titolo italiano Giapponese 「Kanji」 - Rōmaji | Giapponese        | Italiano |
| 51 | Gold Licence 「ゴールドライセンス」 - Gōrudo Raisensu | 8 aprile 2017     | -        |
| 51 | Capitoli del manga: 242-243-244 Vol. 25 |                   |          |
| 52 | L'asso della squadra maledetto / Disegnami 「呪われたエース／私を描いて」 - Norowareta ēsu/ Watashi o egaite | 15 aprile 2017    | -        |
| 52 | Capitoli del manga: 45-46 Vol. 5 e 27-28 Vol. 3 |                   |          |
| 53 | La pulizia del Cerchio della Reincarnazione / Un immenso rancore / Un cagnolino sotto la pioggia 「輪廻（りんね）の輪 一斉清掃／恨み無限大／雨の中の子犬」 - Rin'ne (rin'ne) no wa issei seisō/ urami bugendai/ ame no naka no koinu | 22 aprile 2017    | -        |
| 54 | L'indovina del centro commerciale 「ショッピングモールの姉」 - Shoppingumōru no ane | 29 aprile 2017    | -        |
| 55 | Kuroboshi III/Un vaso portafortuna/Il germoglio di bambù iridescente 「黒星三世／開運の壺（つぼ）／虹色のタケノコ」 - Kuroboshi san-sei/ kaiun no tsubo (tsubo)/ nijiiro no takenoko                                                 | 6 maggio 2017     | -        |
| 56 | L'uccello sacro protetto in via del tutto eccezionale/June bride/La cassetta portavalori dell'inferno 「特別保護霊鳥／ジューンブライド／地獄の金庫」 - Tokubetsu hogo reichō/ jūnburaido/ jigoku no kinko                            | 13 maggio 2017    | -        |
| 57 | La pietra sacra errante/Il poltergeist/Una regola del mondo degli Shinigami 「さまよえるパワーストーン／ポルターガイスト／死神界のタブー」 - Samayoeru pawāsutōn/ porutāgaisuto/ shinigami-kai no tabū                               | 20 maggio 2017    | -        |
| 58 | Si deve aprirla trascorsi sette giorni/La falce argentata/Il principe Shinigami 「七日たったら開けること／銀色のカマ／死神王子」 - Nanoka tattara akeru koto/ gin'iro no kama/ shinigami ōji                                         | 27 maggio 2017    | -        |
| 59 | Chiedi scusa nella stanza dell'altare buddista/La Dea della Saggezza/Il fiume dei tesori 「仏間で謝れ／知恵の女神／宝の川」 - Butsuma de ayamare/ chie no megami/ takara no kawa                                                     | 3 giugno 2017     | -        |
| 60 | La prima assemblea generale del sindacato/Una terribile predizione 「第一回組合大会／いまわしき予言」 - Daiichikai kumiai taikai/ Imawashiki yogen                                                                                   | 10 giugno 2017    | -        |
| 61 | Il mistero del campo di fiori/Il braccio destro in prestito/Pagelle nere 「花畑の謎／右腕貸します／黒い通知表」 - Hanahata no nazo/ migiude kashimasu/ kuroi tsūchi-hyō                                                              | 17 giugno 2017    | -        |
| 62 | La villa infestata / Una storia romantica sulle melanzane / Indagini al risparmio 「別荘の悪霊／ナスロマン／ワンコイン調査」 - Bessō no akuryō/ nasuroman/ wan koin chōsa                                                            | 24 giugno 2017    | -        |
| 63 | Otome, la Shinigami 「死神 乙女」 - Shinigami Otome | 1º luglio 2017    | -        |
| 64 | Bugie e verità 「ウソと真実」 - Uso to shinjitsu | 8 luglio 2017     | -        |
| 65 | Kokkurisan / Il salvadanaio maledetto / L'odiato Sansei 「こっくりさん／呪金箱／嫌われた三世」 - Kokkuri-san/ noroi Kanebako/ kirawareta san-sei                                                                                     | 15 luglio 2017    | -        |
| 66 | La maledizione dello sperpero / La Sfera Sbirciatrice maledetta 「散財の呪い／呪われたのぞき玉」 - Sanzai no noroi/ norowareta nozoki-dama                                                                                           | 22 luglio 2017    | -        |
| 67 | L'uomo composto solo dalla testa / Un desiderio da esprimere alla luna / La prima festa delle costardelle 「首男／月に願いを／第一回サンマ祭り」 - SKubi otoko/ tsuki ni negai o/ daiichikai sanma matsuri                           | 29 luglio 2017    | -        |
| 68 | Catturare un demone del sogno 「夢魔捕縛実習」 - Muma hobaku jisshū | 5 agosto 2017     | -        |
| 69 | Non c'è il ripieno / Il mistero della salita Koshikudake / Lo scalpore suscitato dai funghi matsutake 「中身がない／腰砕け坂の怪／松茸（まつたけ）の波紋」 - Nakami ga nai/ koshikudake-zaka no kai/ matsutake no hamon              | 12 agosto 2017    | -        |
| 70 | Ali benedette / L'ippopotamo Kichi / Il grido sull'audiocassetta 「祝福の羽／カバ吉くん／カセットテープの悲鳴」 - Shukufuku no hane/ kaba Yoshi-kun/ kasettotēpu no himei                                                            | 19 agosto 2017    | -        |
| 71 | Un oggetto nero e rettangolare / La scorciatoia nel vicolo 「四角くて黒いやつ／路地の近道」 - Shikakukute kuroi yatsu/ roji no chikamichi                                                                                            | 26 agosto 2017    | -        |
| 72 | L'anello e il timbro / Il cibo lasciato sulla veranda / L'associazione dei giovani gatti neri 「指輪と印鑑／縁側のエサ／黒猫こども会」 - Yubiwa to inkan/ engawa no esa/ kuro neko kodomo-kai                                        | 2 settembre 2017  | -        |
| 73 | La cera portadenaro / Maneko e Kotomi / È stato fatto il versamento? 「金運ワックス／マネ子とコト美／振り込みはまだか！」 - Kin'un wakkusu/ Maneko to Kotomi/ furikomi wa mada ka!                                                   | 9 settembre 2017  | -        |
| 74 | La lezione supplementare per la cattura dei cani feroci / Lo spirito dorato / L'eredità del demone 「猛犬捕獲補習／金霊（かねだま）／悪霊遺産」 - Mōken hokaku hoshū/ kanedama/ akuryō isan                                          | 16 settembre 2017 | -        |
| 75 | La regola dell'Aldilà 「冥界の約束」 - Meikai no yakusoku | 23 settembre 2017 | -        |